# 國立北平鐵道管理學院
国立北平铁道管理学院，是指1946年至1948年期间的一所学校，为北京交通大学前身。
在经历交通大学第一次南迁后，原交通大学北平铁道管理学院学生返回北平，尽管学校师生在护校运动中抗议，仍然被改称国立北平铁道管理学院，徐佩琨為院長。之后扩建了運輸管理、業務管理、財務管理、及材料管理四系，另添辦中等技術科。